# Button Hackers
Button Hackers – polski zespół muzyczny założony w 2004 w Katowicach, którzy tworzą Paweł Steczek (instrumenty klawiszowe) i Marcin Jajkiewicz (wokal). 

## Historia
W 2005 wydali debiutancki album pt. To mój anioł, na którym znalazły się piosenki stanowiące połączenie smooth jazzu, chillout i funky. W 2006 muzycy zwyciężyli z utworem „Między nami” w konkursie na przebój lata podczas festiwalu Jedynki w Sopocie, co dało im możliwość startu w konkursie międzynarodowym, w którym zajęli drugie miejsce w głosowaniu telewidzów i jurorów. Utwór dotarł do 22. miejsca na Liście Przebojów Programu Trzeciego.
3 lutego 2007 z utworem „On My Mind” wystartowali w koncercie Piosenka dla Europy 2007 stanowiącym finał krajowych eliminacji do 52. Konkursu Piosenki Eurowizji. W 2009 wydali drugi album pt. First Time.

## Dyskografia

### Albumy
- To mój anioł (2004, reedycja 2006)
- First Time (2009)

### Single
- Night
- To mój anioł
- Let's Take a Chance
- On My Mind
- Między nami
- How Do You
- Hey You There